# Frans Van Cauwelaert
Franciscus Joannes (Frans) Van Cauwelaert (Onze-Lieve-Vrouw-Lombeek, 10 januari 1880 – Antwerpen, 17 mei 1961) was een Belgisch advocaat en politicus voor de Katholieke Partij, het Katholiek Verbond van België en de CVP. Tevens was Van Cauwelaert een boegbeeld van de Vlaamse Beweging en medeoprichter van de krant De Standaard.

## Levensloop
Van Cauwelaert werd geboren in het tamelijk welstellende Vlaamse landbouwersgezin Van Cauwelaert en liep middelbare school aan het kleinseminarie in Hoogstraten, waar leerlingen, volgens de gewoonten van de tijd, geen Nederlands mochten spreken. Vervolgens ging hij natuurwetenschappen en geneeskunde studeren aan de Katholieke Universiteit van Leuven, waar hij in 1904 zijn kandidatuur behaalde. Hij doctoreerde in 1905 in de thomistische wijsbegeerte en in 1913 in de rechten.
in 1903 richtte hij al de wetenschappelijke kring Taal en Kennis - Studentenvereniging voor Nederlandse Wetenschap op, met oog op het aanleren van vaktaal in het Nederlands. Hij was vier jaar voorzitter van deze kring, die onmiddellijk veel succes had en veel vergaderingen met wetenschappelijke lezingen organiseerde. Als voorzitter werd hij in 1907 opgevolgd door Leopold Frateur.
Tijdens zijn studentenperiode was hij actief in het Algemeen Katholiek Vlaams Studentenverbond (AKVS), een groep flaminganten die streefden naar hoger onderwijs in de eigen taal. Tijdens zijn studententijd was hij ook twee jaar lang lid van de redactie van Ons Leven, het blad van KVHV Leuven. Later specialiseerde hij zich in de experimentele psychologie aan de universiteiten van Leipzig en München. Dankzij kardinaal Mercier werd hij van 1907 tot 1910 buitengewoon hoogleraar in de experimentele en pedagogische psychologie aan de Universiteit van Fribourg, waar hij in het Frans en het Duits doceerde. Hij keerde in 1910 vrijwillig terug naar Vlaanderen, waar hij het gerucht liet gaan dat hij wegens zijn flamingantisme was moeten vertrekken.
In 1910 werd Van Cauwelaert namens de Katholieke Partij lid van de Kamer van volksvertegenwoordigers voor het arrondissement Antwerpen, een functie die hij tot zijn dood in 1961 uitoefende. Hij werd in de Kamer de leider van de kleine katholieke flamingantische groep. Met Louis Franck en Camille Huysmans, de 'drie kraaiende hanen', begon hij in 1911 een propagandacampagne voor de vernederlandsing van de Gentse Rijksuniversiteit, die in 1916 korte tijd vernederlandst zou worden. Van Cauwelaert voer echter uit tegen de activisten die hiervoor met de Duitse bezetter hadden samengewerkt en zich hadden ingeschakeld in de Flamenpolitik. Hierdoor werd de maatregel na de oorlog teruggedraaid en zou de universiteit pas in 1930 definitief vernederlandst worden bij de aanstelling van rector August Vermeylen.
In mei 1914 richtte Van Cauwelaert met Alfons Van de Perre en Arnold Hendrix in Antwerpen het dagblad De Standaard op, maar het uitbreken van de Eerste Wereldoorlog zou de eerste editie enige jaren uitstellen. Tijdens de oorlog vertrok Van Cauwelaert naar Nederland om er de leider te worden van de gevluchte flaminganten. Met Julius Hoste jr. richtte hij er het weekblad Vrij België op dat inging tegen de Duitse propaganda. Zijn Vlaamsch-Belgisch Verbond pleitte voor Vlaamse eentaligheid in onderwijs, justitie en bestuur en voor gescheiden Vlaamse en Waalse legereenheden. Zijn strategie was om eerst dit 'minimumprogramma van de Vlaamse beweging' tot stand te brengen, om daarna vanuit een positie van sterkte over verdere autonomie te kunnen onderhandelen.
Op 4 december 1918 verscheen het eerste nummer van De Standaard. Van Cauwelaert vestigde zich in Antwerpen en startte er met zijn jongere broer August, die dichter en later rechter was, een advocatenpraktijk.
In april 1921 werd Van Cauwelaert verkozen tot gemeenteraadslid van Antwerpen, wat hij bleef tot in 1938. Van juli tot november 1921 was hij er schepen, waarna hij er van 1921 tot 1932 burgemeester was in een 'mystiek huwelijk' met de socialisten. Met Huysmans zorgde hij voor schoolvrede in het stedelijk onderwijs. De nieuwe burgemeester nam de bevoegdheden van havenschepen erbij en zorgde onder meer voor een forse havenuitbreiding in noordelijke richting. De Van Cauwelaertsluis werd naar hem vernoemd. In 1926 verhuisde hij naar de Sint-Laurentiusparochie in Antwerpen. Van 1927 tot 1932 was hij eveneens voorzitter van de Vereniging van Belgische Steden en Gemeenten.
In 1923 was hij een van de stichtende leden van de Vlaamse Club voor kunst, wetenschap en letteren in Brussel. In 1924 was hij medeoprichter en bestuurslid van de Vlaamse Leergangen in Leuven.
In 1928 dwong hij met de katholieke Vlaamse kamergroep een nieuwe taalwet voor het leger af, en het volgende jaar een 'genadewet voor de activisten'. Maar de Vlaams-nationalisten vonden zijn initiatieven niet ver genoeg gaan. Van Cauwelaert was immers wel flamingant, maar ook antifederalist. Zelfbestuur wees hij niet principieel af, maar hij achtte het een vergissing om het na te streven zonder eerst het minimumprogramma inzake taalrechten te realiseren. De christelijke arbeidersbeweging zou vanaf de jaren '30 het voortouw nemen inzake initiatieven met betrekking tot taalwetgeving.
In 1931 werd Frans Van Cauwelaert benoemd tot minister van Staat.
Van Cauwelaert werd op 10 januari 1934 opgenomen in de herschikte regering-De Broqueville IV, waar hij minister van Nijverheid, Middenstand, Binnenlandse handel en PTT werd, en vanaf 12 juni 1934 was hij in de regering-De Broqueville V minister van Landbouw en Economische Zaken. Onder de regering-Theunis IV, vanaf 20 november 1934, was hij kortstondig minister van Openbare Werken, Landbouw en Middenstand. Op 14 januari 1935 moest hij na een financieel schandaal ontslag nemen. Zowel deze schande als zijn antifederalisme zouden hem uiteindelijk onttronen als morele leider van de Vlaamse Beweging. Toch werd in de periode 1932-1938 zijn minimumprogramma grotendeels uitgevoerd, met de invoering van eentaligheid binnen de administratie, het lager en middelbaar onderwijs, het gerecht en het leger. Ook kwam er een aanzet tot culturele autonomie, met de Koninklijke Vlaamse Academie voor Wetenschappen, Letteren en Kunsten van België. In 1938 was hij een van de grondleggers en ook eerste voorzitter van deze organisatie, die tot op vandaag jaarlijks de prestigieuze Frans Van Cauwelaertprijs uitreikt. In 1939 werd hij Kamervoorzitter en steunde hij de regering-Pierlot in haar conflict met koning Leopold III, die zich overgaf aan de Duitse bezetter. Op 31 mei 1940 leidde Van Cauwelaert, samen met de liberale Senaatsvoorzitter Robert Gillon, de parlementaire vergadering die werd gehouden in Limoges, waarin, afgaande op de verklaringen van de regering, de 'afvalligheid' van koning Leopold III werd veroordeeld.

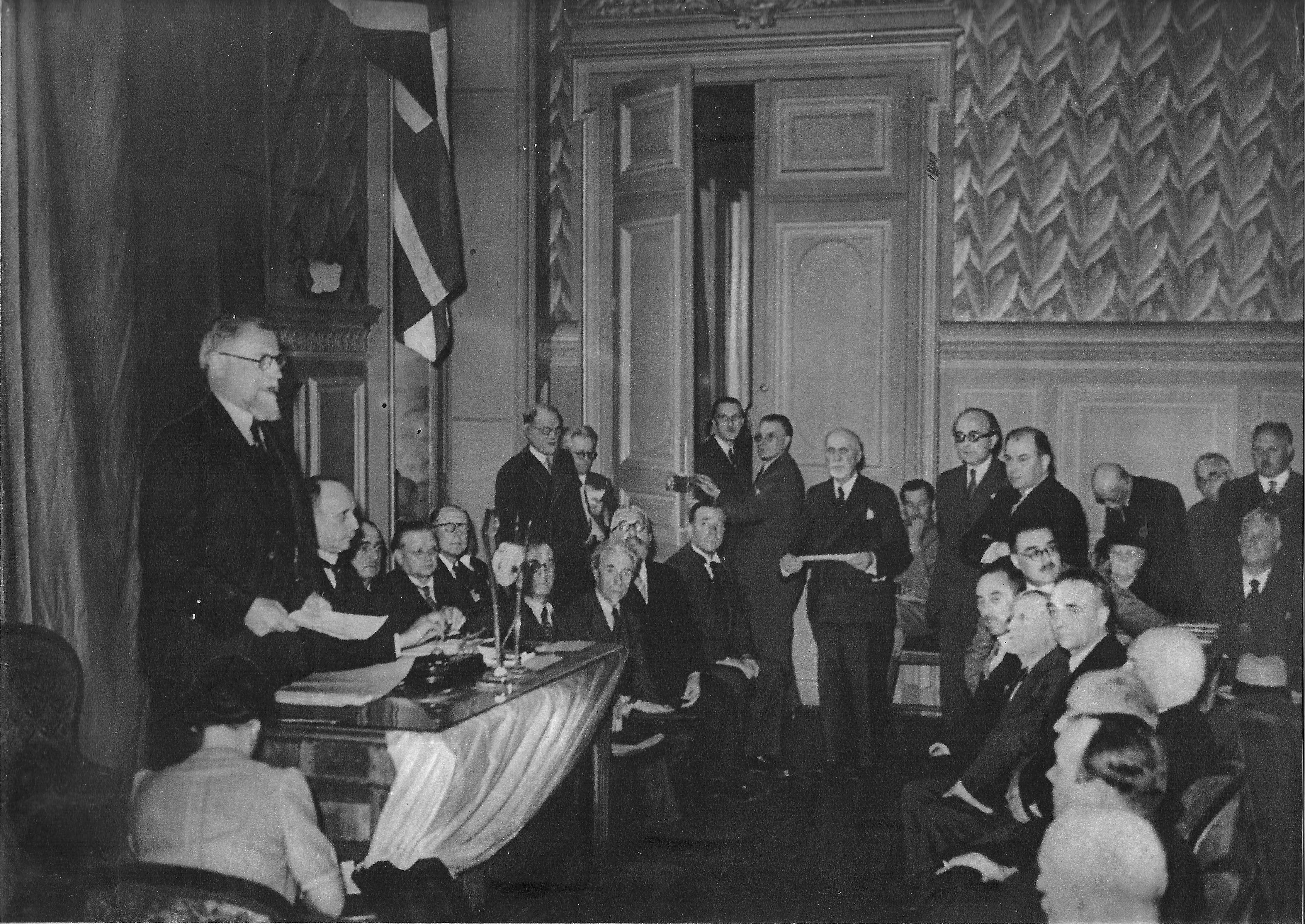
Frans Van Cauwelaert eind mei 1940 in Limoges met de parlementsleden.

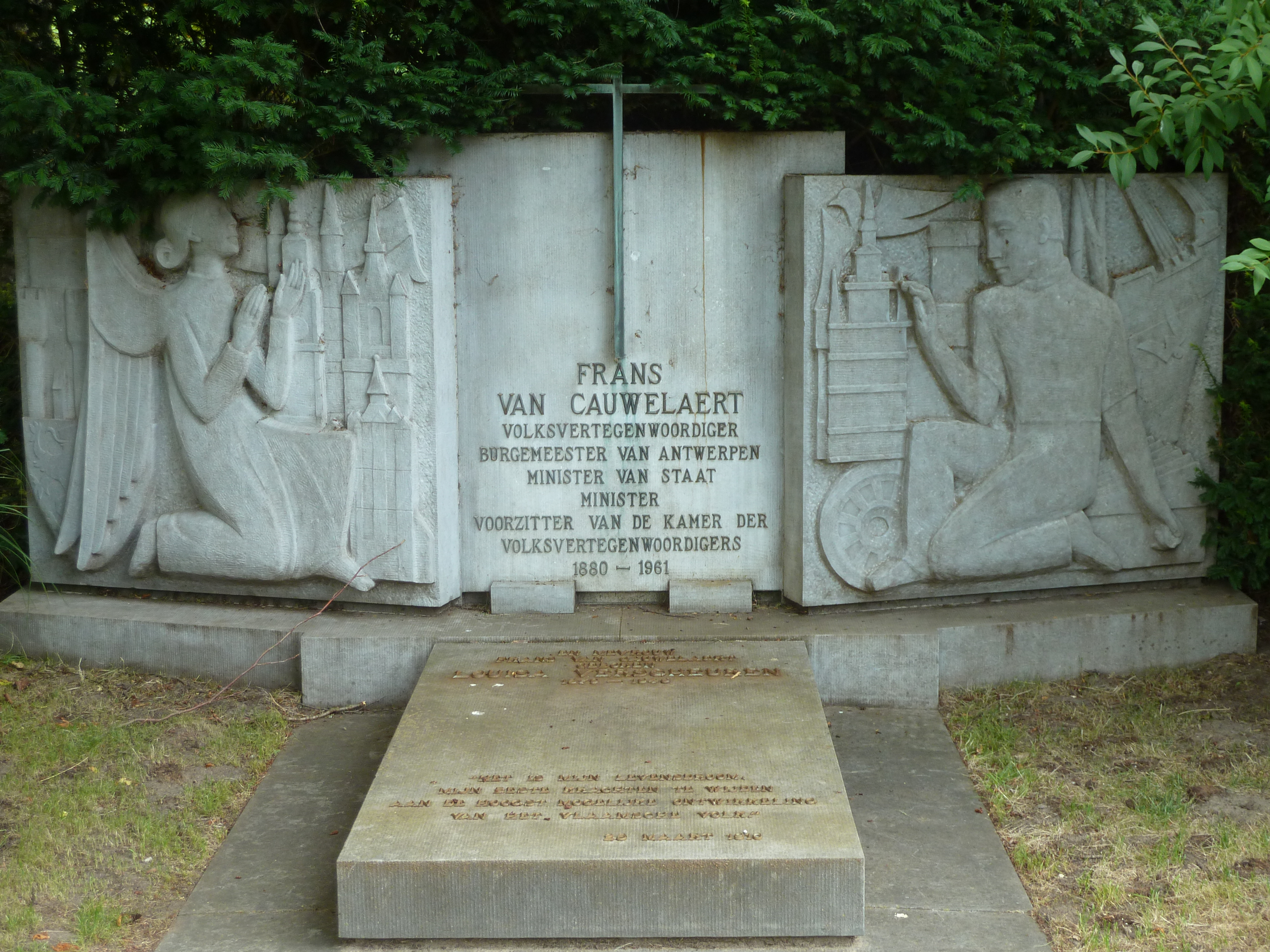
Praalgraf, Schoonselhof te Antwerpen

Tijdens de Tweede Wereldoorlog verbleef Van Cauwelaert hoofdzakelijk in New York. Hij voerde opdrachten voor de Belgische regering in ballingschap uit in Zuid-Amerika en in Engeland. Van Cauwelaert dacht in New York ook na over een naoorlogse Europese eenmaking en correspondeerde daarover met vooraanstaande Europese denkers zoals Robert Schuman en Richard Coudenhove-Kalergi. Van Cauwelaert kantte zich in zijn brieven tegen een ongebreidelde Europese eenmaking, met een volwaardige plaats voor Duitsland. Volgens hem moest een eengemaakt Europa Duitsland buiten de deur houden en zich vooral richten op de trans-Atlantische bondgenoten Engeland en vooral de Verenigde Staten. Die anti-Duitse houding is niet vreemd, aangezien Van Cauwelaert ook tijdens de Eerste Wereldoorlog al eens op vlucht moest slaan voor de Duitse agressie tegen België. Hij schreef toen in volle oorlogstijd met het vijandbeeld van nazi-Duitsland voor ogen. Van Cauwelaert oordeelde dat enkel een eengemaakt Europa het oorlogszuchtige Duitsland kon intomen, maar dat Duitsland zelf geen deel mocht uitmaken van die politieke unie.
Op 8 september 1944 keerde Van Cauwelaert terug naar België en werd hij opnieuw voorzitter van de Kamer van volksvertegenwoordigers. Hij bleef dit tot 1954.
Van Cauwelaert trachtte de repressie en de epuratie te beperken, voornamelijk voor diegenen die uit nationalistische overwegingen gecollaboreerd hadden. Hij was ook bij de eersten die op bezoek gingen bij Leopold III toen die bevrijd werd door de Amerikaanse troepen in de omgeving van Salzburg. Hij probeerde vergeefs de Koningskwestie te vermijden en was voorstander van het compromis dat uiteindelijk werd bereikt en dat de troonsafstand van de koning inhield. Toen Boudewijn de eed aflegde, was dat in de handen van Kamervoorzitter Van Cauwelaert.
In het jaar 1957 was hij eveneens voorzitter van het Benelux-parlement.
Frans Van Cauwelaert bleef Kamerlid tot zijn dood in 1961, nadat hij nog actief had deelgenomen aan de verkiezingscampagne van maart 1961. Hij werd opgevolgd door Leo Tindemans. Hij liet een immens archief na, dat een belangrijke bron is voor geschiedkundigen. Hij werd op het Schoonselhof begraven. Mia Van Cauwelaert is een dochter van hem.

## Zakelijke belangen
De politieke carrière van Van Cauwelaert kan niet los worden gezien van zijn zakelijke belangen, met name binnen de katholieke zuil. In 1919 stond hij aan de wieg van De Standaard en het volgende jaar was hij medeoprichter van de N.V. Verzekeringsmaatschappij Mercator. Hij nam een participatie in de N.V. Algemeene Bankvereeniging (1921) en richtte de N.V. Algemeen Beleggingskantoor op (1925), een instelling die onder zijn zoon Emiel in 1932 fuseerde met de N.V. Bank-Unie. Deze financiële instellingen waren gelieerd aan de Belgische Boerenbond. De Middenkredietkas, een coöperatieve arm van de boerenbond, raakte in financiële moeilijkheden en werd bij KB van 8 maart 1935 in vereffening gesteld. Het vrijwaren van de spaarders werd een regeringskwestie. Er werd beweerd dat Van Cauwelaert binnen de regering voor een devaluatie pleitte om de financiële tak van zijn zuil behulpzaam te zijn. Erger werd het toen Gustaaf Sap hem ervan beschuldigde dat hij staatsfondsen had verduisterd om de eigen Bank-Unie overeind te houden. De belangenvermenging zou er met name in bestaan hebben dat hij van de noodlijdende Middenkredietkas de toezegging had verkregen van een participatie van vijf miljoen frank op een ogenblik dat de kas zelf aan het overheidsinfuus lag. Van Cauwelaert moest in januari 1935 ontslag nemen uit de regering, maar verdedigde zich fel tijdens het gerechtelijk onderzoek en wist enkele lasterprocessen te winnen. De verdenking dat fatsoensgrenzen waren overschreden kon hij echter niet lichten.

## Nalatenschap
Van Cauwelaerts grootste verwezenlijking is dat Vlaanderen eentalig Nederlands geworden is en niet meer het Frans als bestuurs- en cultuurtaal heeft. Tegen de koning en de bestuurselite in drukte hij de vernederlandsing van het openbaar leven door.

## Eretekens
- België: Minister van Staat
- België: Grootlint in de Leopoldsorde
- België: Grootkruis in de Kroonorde
- Luxemburg: Grootkruis in de Orde van de Eikenkroon
- Nederland: Ridder Grootkruis in de Orde van de Nederlandse Leeuw

## Publicaties en uitgaven (keuze)
- (met Flor Heuvelmans, Gustave Verriest, Leo Van Puyvelde): A. Rodenbach bij de studenten te Leuven herdacht op 12 februari 1905, Leuven: Ons leven, 1905
- Verhandelingen en voordrachten, Leuven: De Vlaamsche drukkerij, 1908; 3e druk, 1911; 4e druk, 1912
- Universiteit en volksleven, Gent: Hoste, 1910
- Volksontwikkeling en volkswelvaart, Gent: Het Volk, 1911
- Verhandelingen en voordrachten. 2e reeks, Antwerpen: Volksontwikkeling, 1914
- Losse bladen over staatkunde, Leiden: De Vlaamsche boekenhalle, 1917
- Verhandelingen en voordrachten: een keur, Brussel: Standaard, 1927
- (met Leo Van der Essen, Tony Herbert e.a.): Nieuwe richtlijnen: de Vlaamsche Beweging, België en de gebondenheid der Nederlanden, Brussel: Universum, 1938
- (met Fernand Van Goethem): Na twintig jaar, Brussel: Paleis der Academiën, 1958 (twee redevoeringen)
- Frans Van Cauwelaert. Een levensbeeld gevestigd op persoonlijke getuigenissen en eigen werk, Hasselt: Heideland, 1961 (samengest., ingel. door Robert Roemans en Hilda Van Assche; met 'In Memoriam' door Camille Huysmans; inl. door Karel C. Peters)
- Gedenkschriften over Vlaamse Beweging en Belgische politiek. Uit het archief van Frans Van Cauwelaert 1, 1971
- Mia VAN MECHELEN, Uit de briefwisseling van Frans Van Cauwelaert, 1985-1986.

## Voetnoten
- Base de données des élites suisses: 76195
- Bibliothèque nationale de France: cb12750358t (data)
- Digitale Bibliotheek voor de Nederlandse Letteren: cauw005
- Gemeinsame Normdatei: 120289385
- International Standard Name Identifier: 0000 0000 6650 793X
- Library of Congress Control Number: n81033079
- Nederlandse Thesaurus van Auteursnamen: 068894651
- SNAC: w6j51r91
- Système universitaire de documentation: 09291277X
- Virtual International Authority File: 136451
- WorldCat: E39PBJp9qG9F6vmqw8g47MHXBP